# ふたラジ!!
『ふたラジ!!』は、2020年1月4日から2021年3月27日まで、2021年6月30日から同年12月22日まで、および2022年4月1日より同年6月24日まで文化放送 超!A&G+で配信されていたラジオ番組である。

## 番組概要
声優2名がコンビを組み、期間限定でパーソナリティとなって放送する番組。第1期では1ヶ月間、第2期では3ヶ月間同じコンビが担当し、「○○と××の『ふたラジ!!』」の番組名で放送される。同様にパーソナリティ交代制の番組である『MAN TWO MONTH RADIO』や『超!A&G+マンスリースペシャル』などと同様に、この枠で期間限定で放送された番組が後にレギュラー番組に昇格するパターンも存在する。2021年春の改編をもって一旦放送終了となった（当番組を放送していた土曜25:00 - 25:30枠では同改編で新番組『中島由貴・岡咲美保 あうとスタンド!!』が放送開始）が、3ヶ月後の同年夏の改編で復活。これまではパーソナリティは1ヶ月ごとに交代していたが、復活後は1クール3ヶ月ごとの交代に変更された。第2期は2022年1月の改編をもって放送終了となった。
なお、第1期の2020年5月度・2020年6月度・2021年2月度・2021年3月度の4ヶ月は新型コロナウイルス感染症の流行拡大に伴い番組制作が中止され、この4ヶ月は同枠で放送された過去の番組のリピート放送が行われた（2020年5月度は同年1月度に放送された「石見舞菜香とファイルーズあいの『ふたラジ!!』」を、2020年6月度は同年2月度に放送された「富田美憂と藤原夏海の『ふたラジ!!』」を、2021年2月度は2020年7月度に放送された「春野杏と依田菜津の『ふたラジ!!』」をリピート放送したほか、2021年3月度は傑作選として第1期の過去放送分のうち4組の最終回を再放送した）。

## 放送一覧

### 第1期
| 放送月       | パーソナリティ               | 特記事項 |
| ------------ | ---------------------------- | --- |
| 2020年1月度  | 石見舞菜香・ファイルーズあい | 2020年5月度に再放送 2020年4月度より「石見舞菜香・ファイルーズあいの凸凹Thursday Night☆〜マジ東風イェア〜」に改題の上、単独番組に昇格 |
| 2020年2月度  | 富田美憂・藤原夏海           | 2020年6月度に再放送 2021年3月6日枠で最終回のみ再放送                                                                                 |
| 2020年3月度  | 白石晴香・河野ひより         | |
| 2020年4月度  | 下地紫野・島袋美由利         | 2021年3月13日枠で最終回のみ再放送 |
| 2020年5月度  | 更新中止                     | |
| 2020年6月度  | 更新中止                     | |
| 2020年7月度  | 春野杏・依田菜津             | 2021年2月度に再放送 2020年10月度より『春野杏・依田菜津の「期待しないでください...。」』に改題の上、単独番組に昇格                    |
| 2020年8月度  | 福緒唯・厚木那奈美           | |
| 2020年9月度  | 直田姫奈・帆風千春           | |
| 2020年10月度 | 市ノ瀬加那・長谷川育美       | 2021年3月20日枠で最終回のみ再放送 |
| 2020年11月度 | 熊谷健太郎・紡木吏佐         | 初の男性パーソナリティ出演回 2021年3月27日枠で最終回のみ再放送                                                                       |
| 2020年12月度 | 木戸衣吹・田辺留依           | |
| 2021年1月度  | 集貝はな・花谷麻妃           | |
| 2021年2月度  | 更新中止                     | |
| 2021年3月度  | 更新中止                     | |

### 第2期
| 放送月          | パーソナリティ   | 特記事項                                                                          |
| --------------- | ---------------- | --------------------------------------------------------------------------------- |
| 2021年7-9月度   | 上田瞳・高柳知葉 | 2021年10月度より「上田瞳と高柳知葉のしゃべりたりnight」に改題の上、単独番組に昇格 |
| 2021年10-12月度 | 山根綺・土屋李央 |                                                                                   |

### 第3期
| 放送月        | パーソナリティ     | 特記事項                             |
| ------------- | ------------------ | ------------------------------------ |
| 2022年4-6月度 | 小林裕介・上村祐翔 | 男性パーソナリティのみとなるのは初。 |

## 放送時間

### 第1期
超!A&G+
- 2020年1月4日 - 2020年9月26日

毎週土曜日 25:00 - 25:30（リピート配信 毎週水曜日 19:00 - 19:30）
- 2020年10月3日 - 2021年3月27日

毎週土曜日 25:00 - 25:30（リピート配信 毎週月曜日 19:30 - 20:00・毎週火曜日 7:30 - 8:00）

### 第2期
超!A&G+
- 2021年6月30日 - 2021年12月22日

毎週水曜日 21:30 - 22:00（リピート配信 毎週木曜日 9:30 - 10:00）

### 第3期
超!A&G+
- 2022年4月1日 - 2022年6月24日

隔週金曜日 26:00 - 26:30（リピート配信 翌週金曜日 26:00 - 26:30）
本放送翌日12:00頃にA＆G公式YouTubeチャンネルにてアーカイブ配信